# Élections sénatoriales de 1998 dans les Côtes-d'Armor
Les élections sénatoriales dans les Côtes-d'Armor ont eu lieu le dimanche 27 septembre 1998. 
Elles ont eu pour but d'élire les sénateurs représentant le département au Sénat pour un mandat de neuf années.

## Contexte départemental
Lors des élections sénatoriales du 24 septembre 1989 dans les Côtes-d'Armor, deux sénateurs PS et un PCF ont été élus, René Régnault, Claude Saunier et Félix Leyzour.
Félix Leyzour est élu député en 1997. Jean Dérian (PCF) est élu lors de la partielle qui a suivi.
Depuis, tous les effectifs du collège électoral des grands électeurs ont été renouvelés, avec les élections législatives françaises de 1997, les élections régionales françaises de 1998, les élections cantonales de 1994 et 1998 et les élections municipales françaises de 1995.

## Sénateurs sortants
| Sénateur | Sénateur       | Parti | Fonctions lors de l'élection en 1989      |
| -------- | -------------- | ----- | ----------------------------------------- |
|          | René Régnault  | PS    | Sénateur sortant                          |
|          | Claude Saunier | PS    | Conseiller général, maire de Saint-Brieuc |
|          | Jean Dérian    | PCF   | Conseiller général, maire de Ploufragan   |

## Présentation des candidats
Les nouveaux représentants sont élus pour une législature de 9 ans au suffrage universel indirect par les 1584 grands électeurs du département. 
Dans les Côtes-d'Armor, les sénateurs sont élus au scrutin majoritaire à deux tours.
| Candidats | Candidats           | Parti | Principale fonction                               |
| --------- | ------------------- | ----- | ------------------------------------------------- |
|           | Gérard Le Cam       | PCF   | Adjoint au maire de Plénée-Jugon                  |
|           | Françoise Antoine   | Verts | Conseillère municipale de Paimpol                 |
|           | Martine Lucas       | Verts |                                                   |
|           | Laurent Lintanf     | Verts | Adjoint au maire de Saint-Agathon                 |
|           | Claude Saunier      | PS    | Sénateur sortant, maire de Saint-Brieuc           |
|           | Pierre-Yvon Trémel  | PS    | Conseiller général, maire de Cavan                |
|           | René Régnault       | PS    | Sénateur sortant, maire de Saint-Samson-sur-Rance |
|           | Pierre Morvan       | UDB   | Conseiller municipal de Paimpol                   |
|           | Sébastien Couépel   | UDF   | Conseiller général, maire d'Andel                 |
|           | Christian Nicolas   | RPR   | Maire de Saint-Julien                             |
|           | Pierre Le Gouez     | RPR   | Conseiller général, maire de Plouguernevel        |
|           | Olivier Bidou       | CNIP  |                                                   |
|           | Jean-Luc de Trogoff | FN    | Conseiller régional                               |

## Résultats
| Candidat et parti politique | Candidat et parti politique | Candidat et parti politique | Premier tour | Premier tour | Second tour | Second tour |
| Candidat et parti politique | Candidat et parti politique | Candidat et parti politique | Voix         | %            | Voix        | %           |
| --------------------------- | --------------------------- | --------------------------- | ------------ | ------------ | ----------- | ----------- |
|                             | Pierre-Yvon Trémel          | PS                          | 845          | 54,10        |             |             |
|                             | Gérard Le Cam               | PCF                         | 757          | 48,46        | 842         | 55,32       |
|                             | Claude Saunier              | PS                          | 676          | 43,28        | 815         | 53,55       |
|                             | René Régnault               | PS                          | 600          | 38,41        | 214         | 14,06       |
|                             | Sébastien Couépel           | UDF                         | 497          | 31,82        | 532         | 34,95       |
|                             | Christian Nicolas           | RPR                         | 462          | 29,58        | 483         | 31,73       |
|                             | Pierre Le Gouez             | RPR                         | 387          | 24,78        | Retrait     | Retrait     |
|                             | Pierre Morvan               | UDB                         | 33           | 2,11         | 13          | 0,85        |
|                             | Martine Lucas               | Verts                       | 32           | 2,05         | Retrait     | Retrait     |
|                             | Françoise Antoine           | Verts                       | 22           | 1,41         | 1           | 0,07        |
|                             | Laurent Lintanf             | Verts                       | 19           | 1,22         | Retrait     | Retrait     |
|                             | Jean-Luc de Trogoff         | FN                          | 16           | 1,02         | 6           | 0,39        |
|                             | Olivier Bidou               | CNIP                        | 11           | 0,70         | 3           | 0,20        |
|                             |                             |                             |              |              |             |             |
| Inscrits                    | Inscrits                    | Inscrits                    | 1 584        | 100,00       | 1 584       | 100,00      |
| Abstentions                 | Abstentions                 | Abstentions                 | 16           | 1,01         | 29          | 1,83        |
| Votants                     | Votants                     | Votants                     | 1 568        | 99,21        | 1 555       | 98,17       |
| Blancs et nuls              | Blancs et nuls              | Blancs et nuls              | 6            | 0,38         | 33          | 2,12        |
| Exprimés                    | Exprimés                    | Exprimés                    | 1 562        | 99,62        | 1 522       | 97,88       |